# Fibras nerviosas postganglionares

Acetilcolina

Norepinefrina

En neurología, las fibras nerviosas postganglionares son fibras nerviosas autonómicas provenientes del ganglio al órgano efector. Estas, a diferencia de las fibras preganglionares (que tienen como único neurotransmisor la acetilcolina) presentan variedad de neurotransmisores para cumplir sus funciones.

## Neurotransmisores
Los neurotransmisores de las fibras postganglionares son variados, y se distribuyen así:
- En el sistema nervioso parasimpático, las neuronas son colinérgicas (La acetilcolina es el neurotransmisor primario)
- En el sistema nervioso simpático, las neuronas son mayoritariamente adrenérgicas (La noradrenalina -epinefrina y/o norepinefrina, ambas tienen la misma estructura química, pero la epinefrina tiene un grupo metilo a diferencia de la norepinefrina que tiene un hidrógeno, en vez de grupo metilo- actúan como el neurotransmisor primario). Dos excepciones a esto son la inervación simpática de las glándulas sudoríparas y a los músculos piloerectores donde el neurotransmisor en ambos, de sinapsis pre y post ganglionar, es acetilcolina y en los vasos de la corteza renal donde la dopamina es la utilizada como el neurotransmisor principal. Otra excepción es la inervación simpática de la médula de la glándula adrenal, la cual está inervada por fibras preganglionares, y posteriormente utiliza acetilcolina como neurotransmisor. Las células de la médula suprarrenal son, en realidad, neuronas postganglionares modificadas que secretan epinefrina y norepinefrina directamente en el torrente sanguíneo en lugar de en una sinapsis.[1]
- En ambas divisiones del sistema nervioso autonómico, las neuronas postganglionares expresan receptores nicotínicos de acetilcolina para recibir señales de las neuronas preganglionares.[2]